# Just Stop Oil
Just Stop Oil je aktivistická skupina působící ve Spojeném království. Pomocí omezování svobody pohybu, práva na vlastnictví, vandalismu a přímých akcí usiluje o to, aby se britská vláda zavázala zastavit vydávání nových licencí k těžbě fosilních paliv. Skupina byla založena v únoru 2022.

## Požadavky a metody
Na svých webových stránkách vyzývá vládu Spojeného království, aby zastavila všechny budoucí souhlasy a licenční dohody týkající se vývoje, průzkumu a těžby fosilních paliv v zemi. Skupina požaduje investice do obnovitelných zdrojů energie a lepší tepelnou izolaci budov, aby se zabránilo plýtvání energií. Sama sebe označuje jako „koalici skupin, které společně usilují o to, aby se vláda zavázala ukončit všechny nové licence a souhlasy s průzkumem, rozvojem a těžbou fosilních paliv ve Spojeném království.“
Skupina se popisuje jako nehierarchická, aktivisté ve skupině působí v autonomních blocích, které sdílejí zdroje, ale nemají formální vedení. Upřednostňuje nenásilné přímé akce a občanský odpor a řídí se přístupem všeobecného narušení společnosti, podobným metodám klimatických aktivistických skupin Extinction Rebellion a Insulate Britain, i když jako cíle protestů upřednostňuje kulturní události a instituce.
Skupina si vysloužila kritiku za své protestní metody, jako je blokování silnic a vandalismus, například útok na Velázquezův obraz Venušina toaleta v londýnské Národní galerii a na další obrazy (viz níže). Mluvčí Emma Brown uvedla, že skupina uplatňuje tzv. „politiku modrého světla“, aby umožnila vozidlům záchranné služby projíždět dopravními blokádami vytvořenými protestujícími. V prosinci 2022 komisař metropolitní policie Mark Rowley naznačil, že Just Stop Oil je ve svých protestech „mnohem méně asertivní“ poté, co byli zatčeni někteří podezřelí vůdci skupiny. V reakci na navrhovanou aktualizaci zákona o veřejném pořádku skupina slíbila, že bude v protestech pokračovat, dokud proti ní nebude vynesen trest smrti. Podle údajů skupiny byli od 1. dubna 2022 její příznivci zatčeni více než 2100krát a 138 lidí strávilo nějaký čas ve vězení.

## Protesty

### 2022

#### BAFTA a přerušení fotbalového zápasu
Dne 13. března 2022 narušili příznivci v tričkách s nápisem „Just Stop Oil“ 75. ročník udílení cen Britské filmové akademie.
Dne 20. března 2022 se dva příznivci pokusili narušit fotbalový zápas na stadionu Emirates v Londýně, ale byli zadrženi. O den později jeden z příznivců přerušil hru na fotbalovém utkání v Goodison Parku v Liverpoolu, když vběhl na hřiště a kabelem se přivázal za krk k brankové tyči. Dne 1. března se jeden z příznivců krátce dostal na hřiště na stadionu Molineux ve Wolverhamptonu. Dne 24. března se šest příznivců pokusilo narušit utkání na stadionu Tottenham Hotspur v severním Londýně. Všichni byli rychle odstraněni, ale zápas byl krátce přerušen.

#### Protesty a sabotáže ropných společností

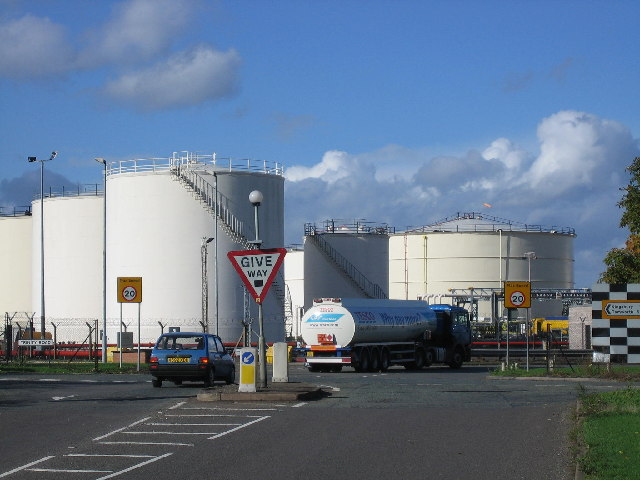
Kingsbury Oil Depot, který aktivisté blokovali v dubnu 2022

Od 1. dubna 2022 prováděla blokády deseti kritických ropných zařízení po celé Anglii s úmyslem přerušit dodávky benzinu do jihovýchodní Anglie. Organizace tvrdila, že se inspirovala protesty britských řidičů kamionů v roce 2000, které ochromily distribuci benzinu. Dne 14. dubna aktivisté hnutí Just Stop Oil zastavili a obklíčili cisternu s ropou v Londýně, čímž způsobili zácpu na dálnici M4. Dne 15. dubna se příznivci zaměřili na ropné terminály Kingsbury, Navigator a Grays, zablokovali silnice a vylezli na cisterny s ropou. Téhož dne bylo oznámeno, že společnosti Navigator Thames, ExxonMobil a Valero si zajistily občanskoprávní soudní příkazy, aby zabránily protestům na svých ropných terminálech. Dne 19. dubna Just Stop Oil na týden pozastavila své akce proti distribuci pohonných hmot v naději, že vláda zakročí. Dne 28. dubna asi 35 příznivců Just Stop Oil sabotovalo benzinová čerpadla na dvou čerpacích stanicích na dálnici M25 (Cobham services v Surrey a Clacket Lane services v Kentu).

#### Grand Prix Velké Británie
Dne 3. července 2022 vstoupila skupina příznivců Just Stop Oil na trať Grand Prix Velké Británie poté, co byl závod přerušen kvůli havárii v úvodním kole, a posadila se na asfalt. Byli zadrženi policií. Věc protestujících podpořili jezdci formule 1 Sergio Pérez, Lewis Hamilton a Carlos Sainz, ačkoli všichni tři jezdci uvedli, že tito lidé se neměli vystavovat riziku fyzické újmy.
K protestu se vyjádřil i prezident F1 Stefano Domenicali, který jej označil za „naprosto stupidní.“ Před akcí varovala policie hrabství Northamptonshire, že má „důvěryhodné informace“ o tom, že skupina protestujících plánuje narušit závod a případně se pokusit o vniknutí na trať, a že protest bude souviset s otázkami životního prostředí, ale ve varování nebylo jmenovitě uvedeno Just Stop Oil.

#### Protesty v uměleckých galeriích

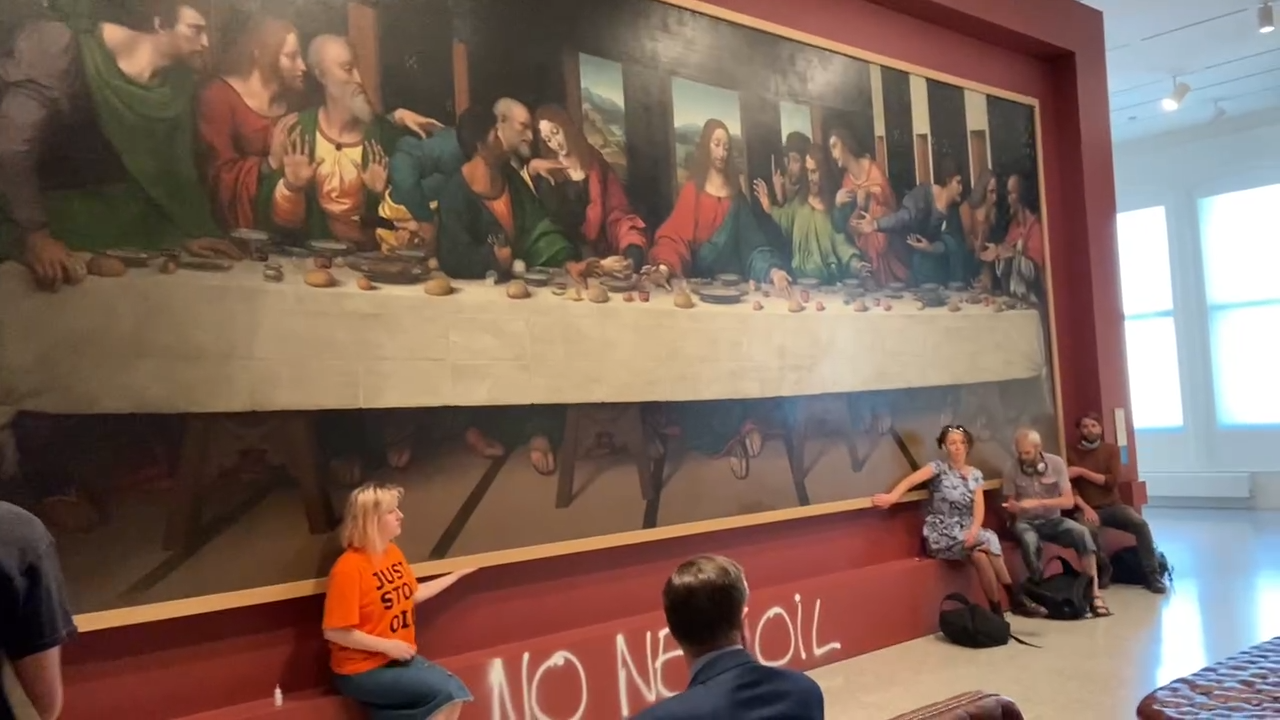
Happening u obrazu Poslední večeře v Royal Academy of Arts

Příznivci hnutí Just Stop Oil se v červenci 2022 zaměřili na umělecká díla ve veřejných galeriích. Dva příznivci se 4. července v Národní galerii v Londýně přilepili na rám obrazu Johna Constabla Senoseč z roku 1821 a obraz zakryli tištěnou ilustrací, která Senoseč představovala jako „apokalyptickou vizi budoucnosti“, jež zobrazovala „klimatický kolaps a to, co udělá s touto krajinou.“ Obě osoby byly následně zadrženy policií a obraz byl odvezen ke zkoumání konzervátory.
Skupina příznivců se 5. července přilepila na rám kopie obrazu Leonarda da Vinciho Poslední večeře v Královské akademii umění. Dne 5. července byl na stěnu pod obrazem nastříkán sprej s nápisem „No New Oil“. V únoru 2023 byla těmto aktivistům uložena pokuta 486 liber každému za způsobení neúmyslného trestného činu poškození, ale byli shledáni nevinnými v dalším obvinění ze způsobení škody na kusu nábytku, který však ani nebyl v jejich blízkosti.

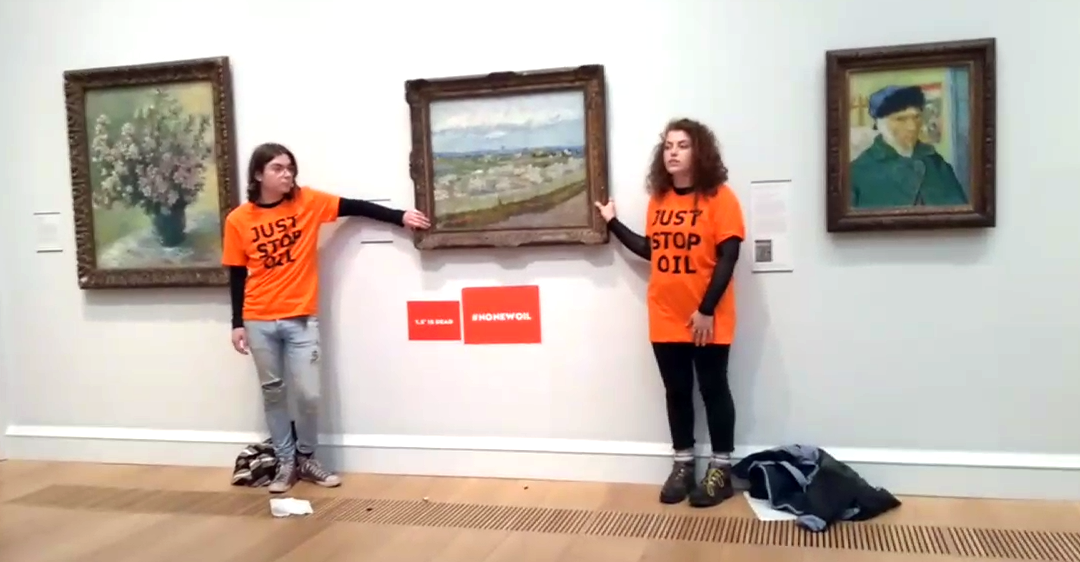
Happening v Courtauldově institutu umění

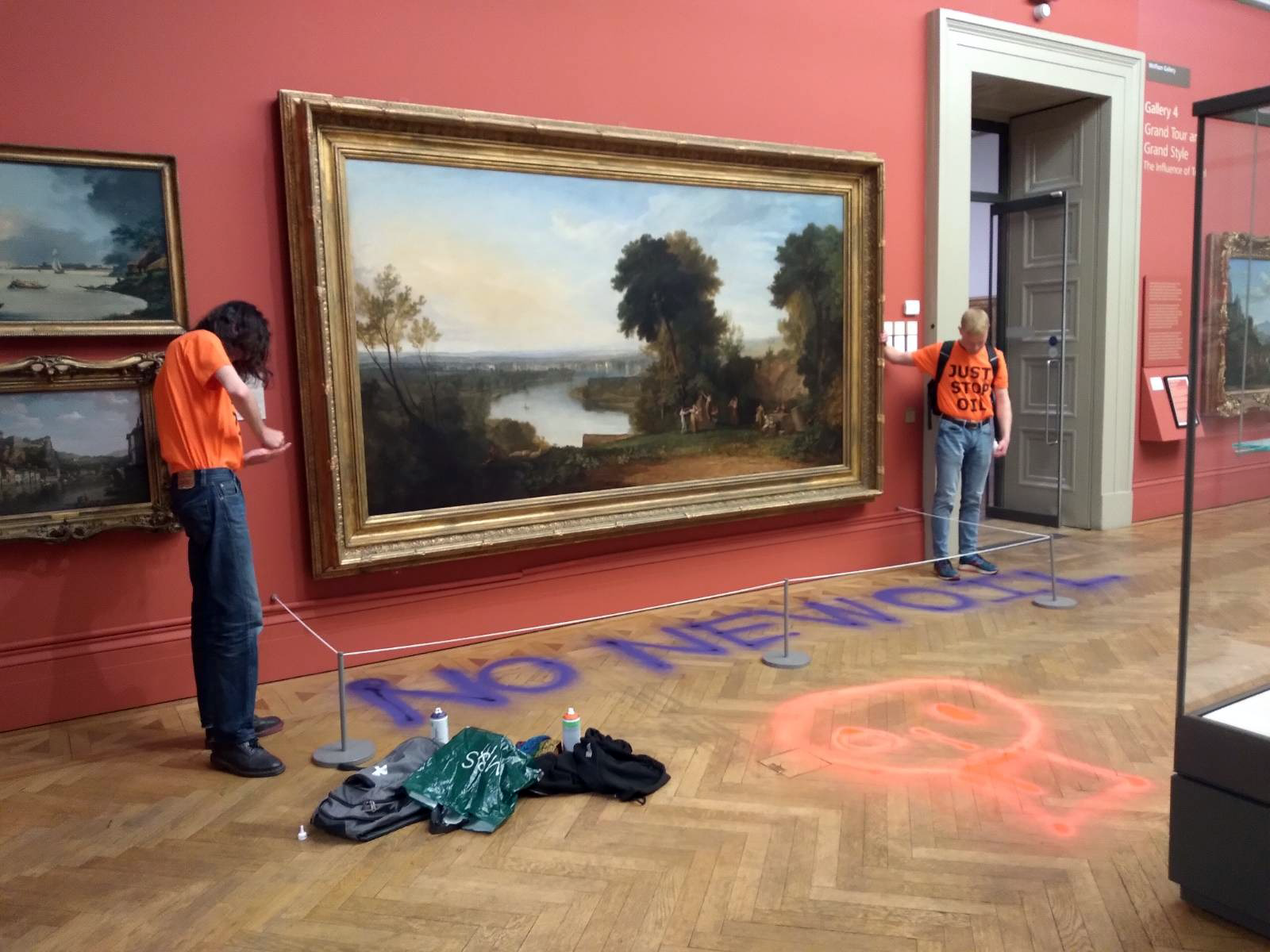
Protest v Manchester Art Gallery 1. července 2022

Dva aktivisté se 30. června 2022 přilepili na rám obrazu Vincenta van Gogha Rozkvetlé broskvoně v Courthaldově institutu umění. Dne 30. června 2022 byli oba shledáni vinnými ze způsobení trestného činu poškození rámu, jeden byl uvězněn na tři týdny a druhý dostal podmíněný trest.

Dne 14. října dvě protestující Just Stop Oil, z nichž jedna byla Phoebe Plummerová a druhá Anna Hollandová, učinily slovní prohlášení, hodily rajčatovou polévku na čtvrtou verzi díla Vincenta van Gogha Slunečnice z roku 1888 v Národní galerii a poté přilepily ruce na zeď pod obrazem. Obraz byl chráněn sklem a nebyl poškozen, nicméně rám, který má sám o sobě značnou hodnotu, utrpěl mírné poškození.
| „                | Zajímá vás víc ochrana obrazu? Nebo ochrana naší planety a lidí? | “ |
| — Phoebe Plummer |                                                                  |   |

#### Protesty v Londýně
Dne 26. srpna 2022 skupina zablokovala sedm čerpacích stanic v centru Londýna a demolovala palivová čerpadla. 43 osob v okolí Londýna bylo zatčeno pro podezření z trestného činu poškození cizí věci.
Kolem října 2022 zahájila organizace Just Stop Oil v Londýně několikaměsíční protestní akci. Po celou dobu její členové blokovali silnice a mosty v Londýně, včetně Islingtonu, Abbey Road,High Holborn/Kingsway, čtyř mostů přes Temži, Westminsteru, a také dálnice M25. Organizace uspořádala od konce září a v průběhu října 32 dní happeningů, které podle Metropolitní policie vyústilo v 677 zatčení a 111 obvinění.
Dne 17. října dva příznivci vylezli na most královny Alžběty II., který spojuje dálnici M25 mezi Essexem a Kentem, a způsobili jeho uzavření. Jeden z lezců, Morgan Trowland, byl londýnský projektant mostu. Uzavření mostu mělo za následek šest mil (deset kilometrů) zácpy na obou směrech mostu. Po 36 hodinách se protestující dohodli s policií, že most opustí, a byli zatčeni. Most zůstal uzavřen ještě dalších 6 hodin. Protestující Morgan Trowland byl odsouzen na tři roky a Marcus Decker na dva roky a sedm měsíců. Jedná se o nejdelší tresty za pokojné klimatické akce v historii Spojeného království.

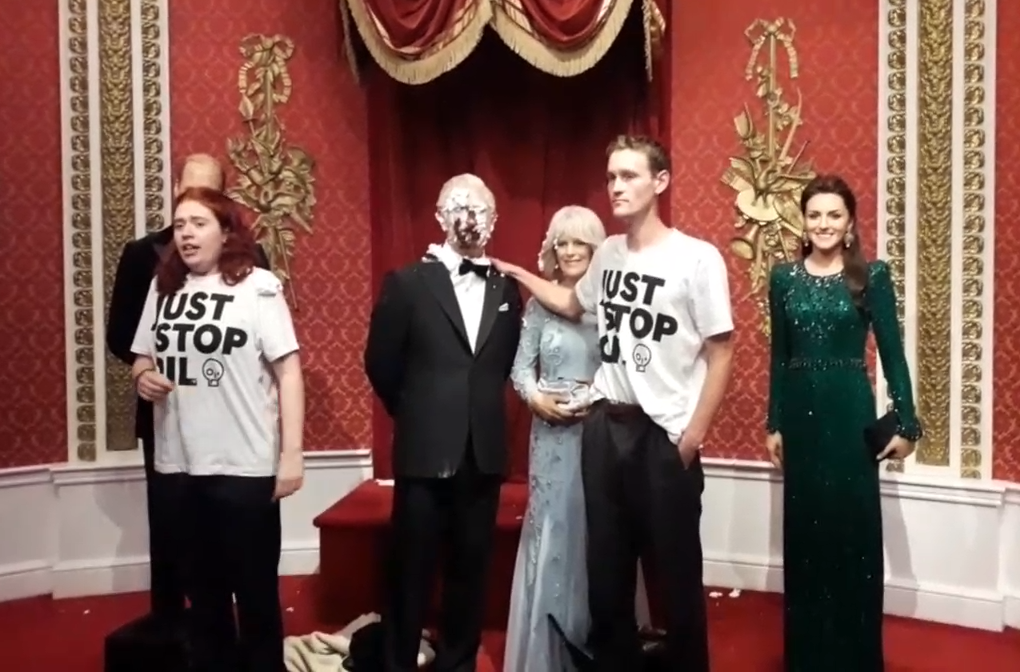
Protestující potřeli voskovou figurínu Karla III. v muzeu Madame Tussauds

Skupina také 17. října posprejovala exteriér autosalonu Aston Martin na Park Lane v Londýně. Dne 20. října asi 20 členů skupiny posprejovalo venkovní okna obchodu Harrods v londýnské čtvrti Knightsbridge. Dva členové skupiny byli zatčeni pro podezření z trestného činu poškozování cizí věci. Dne 24. října dva protestující potřeli dortem voskovou figurínu Karla III. v muzeu Madame Tussauds. Dne 25. října protestující postříkali barvou Tufton Street 55, budovu, v níž sídlí think-tanky popírající klimatické změny. Dne 26. října policie zatkla více než desítku aktivistů, kteří zablokovali Piccadilly v centru Londýna a posprejovali luxusní autosalony v nedalekém Mayfairu.
Dne 31. října se aktivisté zaměřili na budovy využívané ministerstvem vnitra, MI5, Bank of England a News Corp, každou z nich postříkali oranžovou barvou a požadovali ukončení vydávání nových licencí na těžbu ropy a plynu. Cíle byly vybrány proto, že představují „čtyři pilíře, které podporují a udržují moc ekonomiky fosilních paliv“, uvedla skupina. Metropolitní policie zatkla šest lidí. Dne 7. listopadu bylo uzavřeno několik křižovatek dálnice M25. O čtyři dny později skupina oznámila, že protesty na M25 pozastaví.

### 2023

#### Protest proti mistrovství světa ve snookeru
Dne 17. dubna 2023 se během Mistrovství světa ve snookeru 2023 pokusili dva protestující vylézt na snookerové stoly v Crucible Theatre v Sheffieldu během zápasu mezi Robertem Milkinsem a Joem Perrym. Jednomu z protestujících se podařilo vylézt na baize a rozetřít na něj oranžový prášek, čímž byla hra na tomto stole na celý večer zastavena. Na druhém stole se jinému protestujícímu nepodařilo vylézt na baize poté, co ho rozhodčí Olivier Marteel zadržel. Oba protestující byli zatčeni a narušený zápas byl později dohrán.

#### Finále English Premiership
Protestující si vynutili přerušení finále English Premiership mezi Saracens a Sale Sharks 27. května vniknutím na hřiště a házením práškové oranžové barvy na hřiště. Dva muži byli později obviněni Metropolitní policií z vniknutí na cizí pozemek s přitěžujícími okolnostmi.

## Zatýkání novinářů při protestech
Od listopadu 2022 bylo během protestů Just Stop Oil zatčeno osm důvěryhodných novinářů. Mezi nimi reportér LBC, který byl zatčen a pět hodin držen v cele, dokumentarista, který byl zatčen a 13 hodin zadržován, a fotograf. Gillian Keegan, ministryně školství, na zatýkání reagovala slovy: „Novináři by neměli být zatýkáni za to, že dělají svou práci“ a „Jsme ochránci svobody slova.“

## Mezinárodní propojení
Just Stop Oil je součástí mezinárodní nehierarchické skupiny A22 Network. Ta propojuje podobné projekty, které se za pomoci občanského odporu a přímých akcí snaží přimět vlády a společnosti k řešení klimatické krize. Další skupiny jsou v Itálii, Švédsku, Švýcarsku, Austrálii, Francii, Německu, Rakousku, Norsku, USA a na Novém Zélandu.

## Financování
Just Stop Oil uvádějí, že veškeré jejich financování probíhá prostřednictvím darů, přičemž skupina přijímá normální měny i kryptoměny včetně Etherea.
V dubnu 2022 bylo oznámeno, že hlavním zdrojem financování skupiny Just Stop Oil jsou dary od amerického fondu Climate Emergency Fund, jehož prostřednictvím se významným dárcem skupiny stala Aileen Gettyová, potomek rodiny, která založila společnost Getty Oil. V reakci na to Climate Emergency Fund uvedl, že Gettyová sama ve fosilním průmyslu nepracuje.